# Lecheng
Lecheng è un villaggio del Botswana situato nel distretto Centrale, sottodistretto di Serowe Palapye. Il villaggio, secondo il censimento del 2011, conta 3.344 abitanti.

## Località
Nel territorio del villaggio sono presenti le seguenti 7 località:
- Dinonong di 6 abitanti,
- Lecheng Vet Camp,
- Madode Vet Camp,
- Maokwe di 234 abitanti,
- Maokwe Vet Gate Camp di 2 abitanti,
- Mmamadila di 182 abitanti,
- Semajwe di 8 abitanti